# 過溝 (彰化縣)
過溝，是臺灣彰化縣大村鄉的一個傳統地域名稱，位於該鄉中部偏北。相較於今日行政區，其範圍大致包括過溝村、大橋村。

## 歷史
台灣清治末期至日治初期，過溝地區為一街庄，稱為「過溝庄」，隸屬於燕霧下堡。該庄北與茄苳腳庄為鄰，東與埤仔頭庄為鄰，南邊為蓮花池庄、擺塘庄，西邊為大庄、茄苳林庄。
1901年（日治明治三十四年）11月，全台廢縣廳改設二十廳，該庄隸屬於彰化廳。1903年（明治三十六年）6月，該庄編入「大庄區」，隸屬於彰化廳。1909年（明治四十二年）10月，合併二十廳為十二廳，大庄區改隸屬於臺中廳。1920年（大正九年），該庄改制並改名為「過溝」大字，隸屬於臺中州員林郡大村庄。
戰後大村庄改制為大村鄉，隸屬於臺中縣，大字亦改制為村。1950年10月，中、彰、投分治，大村鄉改隸屬彰化縣。

## 聚落
本地區發展較早的聚落為過溝、大橋頭，在日治期初期的官方地圖上已有記載。此外，本地區尚有庄底、大路畔等聚落。

## 交通

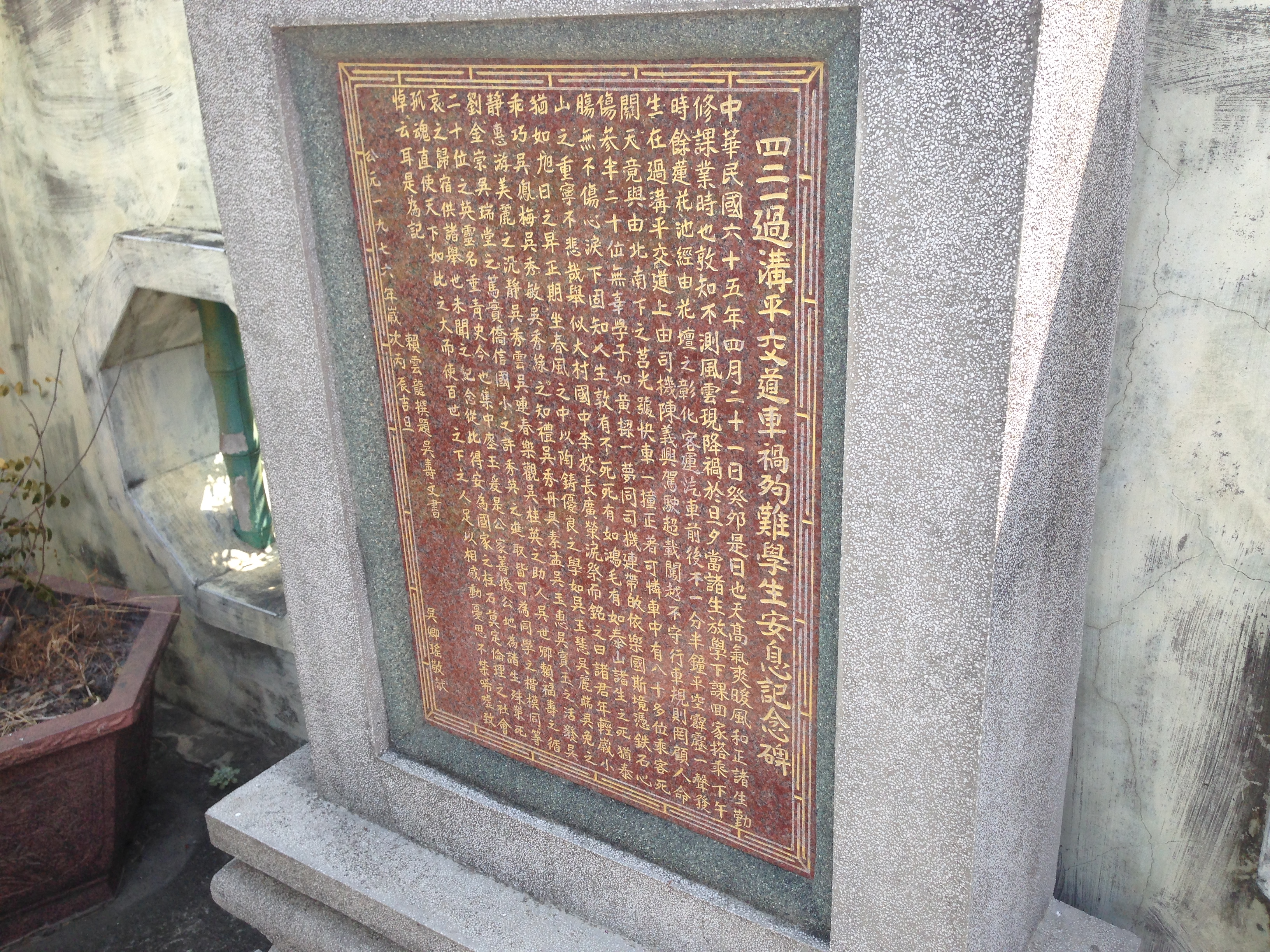
淑女祠四二一過溝平交道車禍罹難學生安息紀念碑

台鐵縱貫線是台灣西部南北鐵路幹線，大致以北北西—南南東走向轉北微西—南微東走向經過過溝地區中部，境內南側設有大村車站，屬簡易站，僅停靠區間車。由此可前往台鐵沿線各站。
省道台1線（中山路三段～二段）又稱「縱貫公路」，是台北至屏東楓港的傳統平面幹道，大致以北北西—南南東走向經過本地區中部偏東地帶。由該道路向北北西可前往花壇、彰化、烏日、大肚等地，向南南東轉南可前往員林、埔心、永靖、田尾等地。
縣道146號（中正西路）是溪湖至大村鄉犁頭厝的道路，大致以西北—東南走向轉西向東經過本地區西南部。由該道路向西北經大村市區轉西南可前往加錫與大崙東南部交界地帶、大崙東南部、埤霞、梧鳳、三塊厝、四塊厝、頂寮東南端、溪湖市區並止於省道台19線路口，向東可前往擺塘、蓮花池、黃厝北部的犁頭厝聚落南側並止於縣道137號路口。
鄉道彰58線（慶安路）是大村至大橋頭的道路，其東側端點位於本地區中部偏東北的大橋頭聚落省道台1線路口。由此向西南西過鐵路平交道後轉西北西再轉西微南，出境後可前往大村聚落北側並止於鄉道彰59線路口。
鄉道彰68線（中山路三段二巷）是大橋頭至埤仔頭的道路，其西側端點位於本地區南部偏東的省道台1線路口。由此向東至本地區南部邊界東段，轉東北東沿邊界而行，出境後可前往埤子頭與黃厝交界地帶，並止於犁頭厝聚落的縣道137號路口。
鄉道彰71線（員大路）是大村至員林市南平的道路，其北側端點位於本地區西部邊界偏南的縣道146號路口。由此向南南東沿邊界蜿蜒而行，出境後可前往大村與擺塘交界地帶、擺塘西南部、南平並止於鄉道彰76線路口。
鄉道彰73線（過溝路、過溝三巷）是溝邊至南平的道路，其北側端點位於本地區中部鄉道彰58線路口。由此向南南西蜿蜒而行，至過溝三巷路口轉東南東再轉南南東再轉東再轉東南至本地區南部邊界地帶，沿邊界行一小段路後出境，可前行擺塘與蓮花池交界地帶，至縣道146號路口轉西與其共線並進入擺塘境內，至擺塘路路口轉南南東可前往南平並止於鄉道彰76線路口。

## 廟宇
- 大橋頭慈鳳宮（媽祖廟）
- 過溝鎮安宮：過溝村村民的信仰中心[9]